# Skała z Medalionem
Skała z Medalionem (niem. Schattenstein) – ostaniec piaskowcowy o wysokości 14 metrów, położony w lesie w pobliżu drogi łączącej miejscowości Żerkowice i Skała w gminie Lwówek Śląski.

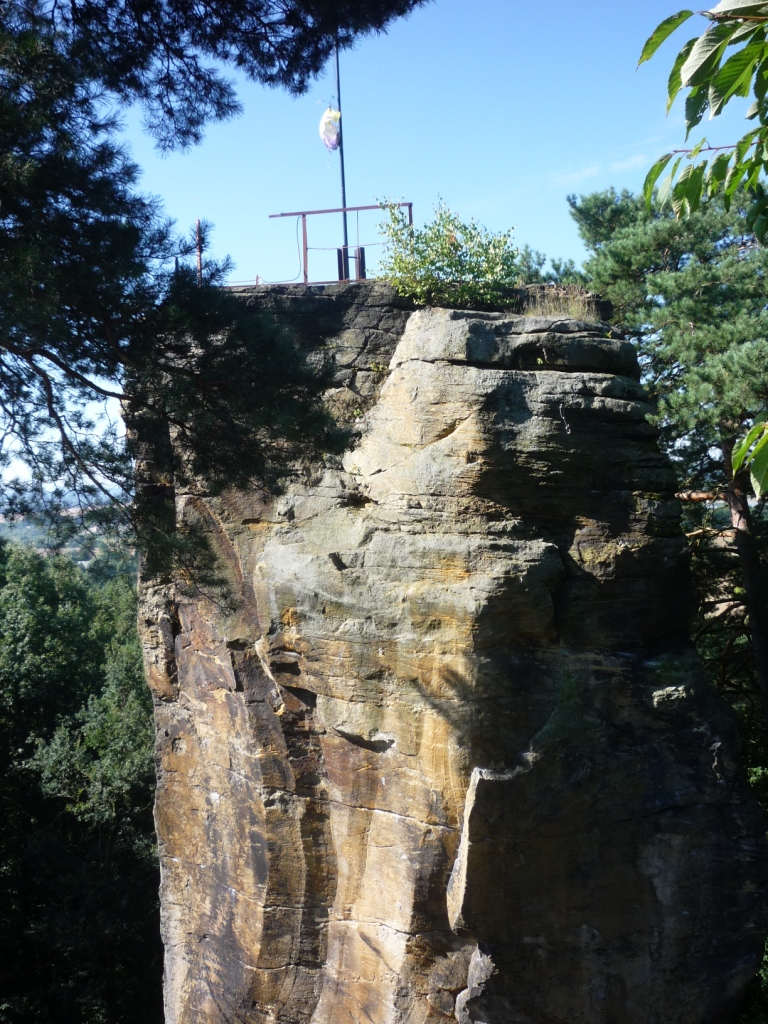
Skała z Medalionem – widok od strony wschodniej

22 marca 1897 r. od południowej strony wmurowano medalion z wizerunkiem cesarza Wilhelma I, od którego pochodzi nazwa. W latach 80. XX wieku medalion został skradziony. W początkach XXI w. zamontowano w tym miejscu nowy medalion z herbem Lwówka Śląskiego. Na szczycie znajdował się dawniej punkt widokowy. Dziś można jeszcze zaobserwować pozostałości po metalowych barierkach i maszt flagowy. Obok skały prowadzi zielony szlak turystyczny. Skała jest przystosowana do wspinaczki, o czym świadczą zamocowane stałe punkty przelotowe (spity).
Obiekt znajduje się pod ochroną – w 1988 roku otrzymał status pomnika przyrody. Ponadto znajduje się na terenie obszaru mającego znaczenie dla Wspólnoty sieci Natura 2000 – „Żerkowice-Skała” PLH020077.